# Malpighia pusillifolia
Malpighia pusillifolia là một loài thực vật có hoa trong họ Malpighiaceae. Loài này được (Ekman & Nied.) F.K. Mey. mô tả khoa học đầu tiên năm 1989.